# チョットマッテ
チョットマッテ号（Chotto Matte）は、第二次世界大戦時のアメリカ陸軍航空軍第98爆撃群第344爆撃隊に所属したB-29爆撃機（B-29-55-MO、機体番号:44-86400）の機名。短縮して「チョット」とも呼ばれていた。
機長はウォルター・リーチ大尉。ノーズアートは横倒しになったJの文字の上で中指を立てる裸の女性。

機名は何度か変更されている。チョットマッテの他にはザ・ビッグ・ガス・バード。こちらのノーズアートは臀部が強調された鳥が爆弾を投下している姿。もう1つはハーツ・デザイアで、ノーズアートは胸をはだけた女性の座図。機名の変遷がどの順番であったかは分からない

## 戦歴
第二次世界大戦を生き延び、朝鮮戦争にも参戦した。テニアン島に展開していた当時の写真が残されている。

朝鮮戦争さなかの1952年3月31日、横田基地から出撃したところ、離陸4分後に基地から6マイル北西の大門村(現在の青梅市大門)付近の丘に激突、大破炎上し、搭乗員11名中9名が死亡した。回収できた遺体は2名だけという大事故で、機体は修復不能と判定され、そのまま処分されたと言うが、事故の記録など、正確で詳細な情報は残っていない。

## 搭乗員
- 機長:ウォルター・リーチ大尉
- 副操縦士:リチャード・ギル中尉
- 航法士官:ノーマン・シューラー中尉
- レーダー手:スタンレー・コロプサック中尉
- 爆撃手:ポマス・ファサール大尉
- フライトエンジニア:トーマス・ラムスデン軍曹
- 通信手:F・ハドソン一等兵
- 銃手:チャールズ・ナンス一等兵
- 銃手（左）:ハワード・リーブ軍曹
- 銃手（右）:エベレット・ドハティ軍曹
- 銃手（上部）:レイ・シャーマン軍曹

## 事故時搭乗員
- Ardoin, Cpl. Sherley B. - 死亡　遺体回収
- Cline, Cpl. Norman F. - 負傷
- Evert, 1Lt. William Frank - 死亡　遺体回収
- Fitzwater, TSgt. Charles R. - 死亡
- Lemons, 1Lt. Earl H. - 死亡
- Marchand, SSgt. Wayne L. - 死亡
- Rackley, Cpl. Carroll L. - 死亡
- Richards, 2Lt. Harold G. - 死亡
- Robie, 1Lt. Norbert Leo - 死亡
- Sample, Sgt. James H. - 負傷
- Stevens, 1Lt. John G. - 死亡